# Campeonato Sul-Americano de Atletismo Júnior de 1981
O Campeonato Sul-Americano de Atletismo Júnior de 1981 foi a 14ª edição da competição de atletismo organizada pela CONSUDATLE para atletas com menos de vinte anos, classificados como júnior ou sub-20. O evento foi realizado em Rio de Janeiro, no Brasil, entre 15 e 18 de outubro de 1981. Contou com cerca de 189 atletas de nove nacionalidades.

## Medalhistas
Esses foram os resultados do campeonato.

### Masculino
| Evento                      | Ouro                           | Ouro    | Prata                     | Prata   | Bronze                    | Bronze  |
| --------------------------- | ------------------------------ | ------- | ------------------------- | ------- | ------------------------- | ------- |
| 100 metros                  | João da Silva (BRA)            | 10.5    | Hugo Alzamora (ARG)       | 10.6    | Enrique Tapia (CHI)       | 10.7    |
| 200 metros                  | João da Silva (BRA)            | 20.7    | Antonio Gómez (VEN)       | 21.6    | Hugo Alzamora (ARG)       | 21.6    |
| 400 metros                  | Pablo Squella (CHI)            | 47.9    | Oswaldo Zea (VEN)         | 48.1    | Luis Romero Lizardi (VEN) | 48.9    |
| 800 metros                  | Luís Borges (BRA)              | 1:51.2  | Luis Romero Lizardi (VEN) | 1:51.4  | Pablo Squella (CHI)       | 1:51.6  |
| 1 500 metros                | José Castillo (VEN)            | 3:54.2  | Ángel Figueiredo (VEN)    | 3:54.2  | Jorge Díaz (CHI)          | 3:55.1  |
| 5 000 metros                | Jacinto Navarrete (COL)        | 14:22.2 | Julio César Gómez (ARG)   | 14:33.3 | Luis Nempo (CHI)          | 14:34.6 |
| 2 000 metros com obstáculos | Carlos Alves (BRA)             | 5:40.0  | José Laturely (VEN)       | 5:43.8  | Ricardo Vera (URU)        | 5:44.2  |
| 110 metros barreiras        | Elvis Cedeño (VEN)             | 14.5    | Pedro Chiamulera (BRA)    | 14.7    | Javier Olivar (URU)       | 15.2    |
| 400 metros barreiras        | Pablo Squella (CHI)            | 52.4    | Jorge Díaz (ARG)          | 52.8    | Javier Olivar (URU)       | 52.9    |
| 4×100 metros estafetas      | Chile                          | 41.6    | Brasil                    | 42.0    | Argentina                 | 42.0    |
| 4×400 metros estafetas      | Brasil                         | 3:12.7  | Venezuela                 | 3:14.6  | Chile                     | 3:16.1  |
| Salto em altura             | Milton Riitano Francisco (BRA) | 2.12    | Fernando Pastoriza (ARG)  | 2.09    | Luciano Bacelli (BRA)     | 2.06    |
| Salto com vara              | Adolfo Trucco (ARG)            | 4.20    | Daniel Prieto (CHI)       | 4.10    | Flavio Ferreira (BRA)     | 4.00    |
| Salto em comprimento        | Robson da Silva (BRA)          | 7.40    | Geraldo Magela (BRA)      | 7.08    | Gerardo Aluvino (VEN)     | 7.05    |
| Salto triplo                | Roberto Audain (VEN)           | 15.35   | Isaías Xavier (BRA)       | 14.83   | Jorge Mena (COL)          | 14.66   |
| Arremesso de peso           | Adilson Oliveira (BRA)         | 15.81   | Norberto Aimé (ARG)       | 15.78   | Sergio Eleusippi (ARG)    | 14.98   |
| Lançamento de disco         | Oziel da Silva (BRA)           | 47.74   | Norberto Aimé (ARG)       | 45.54   | Altamiro Severino (BRA)   | 43.80   |
| Lançamento do martelo       | Jorge Centurión (ARG)          | 59.66   | Marcos Leme (BRA)         | 57.36   | Ralf Frustockl (BRA)      | 52.62   |
| Lançamento do dardo         | Wilson Pachalski (BRA)         | 63.72   | Jorge Parraguirre (CHI)   | 62.60   | Fernando Espindola (ARG)  | 62.12   |
| Decatlo                     | Ronaldo Alcaraz (BRA)          | 7115    | Osvaldo Frigerio (ARG)    | 6971    | José Aguirre (VEN)        | 6356    |

### Feminino
| Evento                 | Ouro                         | Ouro   | Prata                           | Prata   | Bronze                  | Bronze  |
| ---------------------- | ---------------------------- | ------ | ------------------------------- | ------- | ----------------------- | ------- |
| 100 metros             | Patricia Pérez (CHI)         | 12.2   | Sueli Machado (BRA)             | 12.2    | Nara das Neves (BRA)    | 12.3    |
| 200 metros             | Sueli Machado (BRA)          | 24.4   | Maria Magnólia Figueiredo (BRA) | 24.8    | Claudia Iturra (CHI)    | 24.8    |
| 400 metros             | Elba Barbosa (BRA)           | 55.2   | Florencia Chilberry (VEN)       | 55.7    | Ángela Mancilla (COL)   | 56.2    |
| 800 metros             | Silvia Augsburger (ARG)      | 2:10.9 | Graciela Mardones (CHI)         | 2:11.7  | Ana Maria Leal (BRA)    | 2:13.4  |
| 1 500 metros           | Liliana Mariel Góngora (ARG) | 4:35.7 | Stella Maris Selles (ARG)       | 4:39.3  | Marcela Arraigada (CHI) | 4:40.0  |
| 3 000 metros           | Liliana Mariel Góngora (ARG) | 9:58.3 | Stella Maris Selles (ARG)       | 10:01.5 | Hilda Ulloa (CHI)       | 10:06.8 |
| 100 metros barreiras   | Beatriz Capotosto (ARG)      | 14.4   | Angie Marie Regis (VEN)         | 14.4    | Susana Jenkins (ARG)    | 14.7    |
| 200 metros barreiras   | Beatriz Capotosto (ARG)      | 27.9w  | Yolanda van der Graaff (BRA)    | 28.5w   | Angie Marie Regis (VEN) | 28.6w   |
| 4×100 metros estafetas | Brasil                       | 46.4   | Argentina                       | 47.1    | Chile                   | 47.3    |
| 4×400 metros estafetas | Brasil                       | 3:43.9 | Argentina                       | 3:47.3  | Chile                   |         |
| Salto em altura        | Liliana Lohmann (BRA)        | 1.73   | Tânia de Paula (BRA)            | 1.70    | Liliana Arigoni (ARG)   | 1.65    |
| Salto em comprimento   | Graciela Corradini (ARG)     | 5.86   | Andrea Acevedo (CHI)            | 5.81    | Graciela Acosta (URU)   | 5.74    |
| Arremesso de peso      | Alejandra Bevacqua (ARG)     | 13.32  | María Isabel Urrutia (COL)      | 12.78   | Luz Bohórquez (VEN)     | 12.77   |
| Lançamento de disco    | María Isabel Urrutia (COL)   | 44.24  | Alejandra Bevacqua (ARG)        | 41.82   | Yunaira Piña (VEN)      | 41.78   |
| Lançamento do dardo    | Marieta Riera (VEN)          | 46.36  | Carolina Weil (CHI)             | 45.04   | Maria dos Santos (BRA)  | 44.18   |
| Heptatlo               | Cláudia Jarenczuk (BRA)      | 4944   | Paola Raab (CHI)                | 4940    | Ana Urbano (ARG)        | 4879    |

## Quadro de medalhas (não oficial)
| Ordem | País      | Medalha de ouro | Medalha de prata | Medalha de bronze | Total |
| ----- | --------- | --------------- | ---------------- | ----------------- | ----- |
| 1     | Brasil    | 17              | 9                | 7                 | 33    |
| 2     | Argentina | 9               | 12               | 7                 | 28    |
| 3     | Venezuela | 4               | 8                | 6                 | 18    |
| 4     | Chile     | 4               | 6                | 10                | 20    |
| 5     | Colômbia  | 2               | 1                | 2                 | 5     |
| 6     | Uruguai   | 0               | 0                | 4                 | 4     |

## Participantes (não oficial)
Uma contagem não oficial produziu o número de 189 atletas de nove países: 
| - Argentina (42) - Brasil (50) - Chile (37) | - Colômbia (12) - Equador (1) - Paraguai (6) | - Peru (2) - Uruguai (10) - Venezuela (29) |